# Clasificación de Conmebol para la Copa Mundial de Fútbol de 2014
La clasificación de Conmebol para la Copa Mundial de Fútbol de 2014 contó con cuatro cupos directos y un cupo para el repechaje contra el ganador de la quinta ronda de la clasificatoria asiática. Como anfitrión, Brasil no pasó por la clasificación, por lo que en esta edición participaron las nueve selecciones restantes.
Aunque en un principio se dudaba si la FIFA mantendría los cuatro cupos y repechaje para estas eliminatorias, finalmente se confirmaron los mismos lugares con los que contaba desde hacía tres ediciones. El método de clasificación fue el siguiente:
- Los equipos ubicados en los cuatro primeros puestos de la tabla de posiciones final clasificaron directamente al Campeonato Mundial.
- El que finalizó en quinto lugar disputó el último cupo, en una llave de ida y vuelta, contra el quinto clasificado de la AFC.

Las selecciones de Argentina, Colombia, Chile y Ecuador clasificaron directamente. Uruguay logró la clasificación tras vencer a Jordania en la repesca internacional. Por otra parte, Venezuela obtuvo su mejor puesto en la historia de las eliminatorias quedando sexto a una posición de clasificar por primera vez a una copa del mundo, mientras que fue la peor eliminatoria para Paraguay, participante en las cuatro ediciones anteriores, que quedó último con 12 puntos.

## Equipos participantes

Países clasificados
Países eliminados
Países que no son miembros de la Conmebol

Las selecciones de CONMEBOL Argentina, Bolivia, Chile, Colombia, Ecuador, Paraguay, Perú, Uruguay y Venezuela fueron las participantes de este proceso eliminatorio. Brasil no formó parte de dicho proceso por ser la organizadora de la Copa Mundial de 2014.
| Selección | Entrenador               | Ciudad localía                        | Estadio localía                                                   |
| --------- | ------------------------ | ------------------------------------- | ----------------------------------------------------------------- |
| Argentina | Alejandro Sabella        | Buenos Aires Mendoza Córdoba          | Antonio Vespucio Liberti Malvinas Argentinas Mario Alberto Kempes |
| Bolivia   | Xabier Azkargorta        | La Paz                                | Hernando Siles                                                    |
| Chile     | Jorge Sampaoli           | Santiago                              | Monumental de Chile y Nacional Julio Martínez Prádanos            |
| Colombia  | José Néstor Pékerman     | Barranquilla                          | Metropolitano Roberto Meléndez                                    |
| Ecuador   | Reinaldo Rueda           | Quito                                 | Olímpico Atahualpa                                                |
| Paraguay  | Víctor Genes             | Asunción                              | Defensores del Chaco                                              |
| Perú      | Sergio Markarián         | Lima                                  | Nacional del Perú                                                 |
| Uruguay   | Óscar Washington Tabárez | Montevideo                            | Centenario                                                        |
| Venezuela | César Farías             | Puerto La Cruz Táchira Ciudad Guayana | José Antonio Anzoátegui Polideportivo de Pueblo Nuevo Cachamay    |

### Cambio de entrenadores
| Selección | Entrenador saliente | Fecha de salida         | Tipo de salida | Partidos disputados  | Reemplazado por      | Fecha de llegada        |
| --------- | ------------------- | ----------------------- | -------------- | -------------------- | -------------------- | ----------------------- |
| Colombia  | Hernán Darío Gómez  | 8 de agosto de 2011     | Renuncia       | 0 (0 PG, 0 PE, 0 PP) | Leonel Álvarez       | 8 de septiembre de 2011 |
| Colombia  | Leonel Álvarez      | 13 de diciembre de 2011 | Despido        | 3 (1 PG, 1 PE, 1 PP) | José Néstor Pékerman | 5 de enero de 2012      |
| Paraguay  | Francisco Arce      | 11 de junio de 2012     | Despido        | 5 (1 PG, 1 PE, 3 PP) | Gerardo Pelusso      | 10 de julio de 2012     |
| Bolivia   | Gustavo Quinteros   | 3 de julio de 2012      | Renuncia       | 5 (1 PG, 1 PE, 3 PP) | Xabier Azkargorta    | 16 de julio de 2012     |
| Chile     | Claudio Borghi      | 14 de noviembre de 2012 | Despido        | 9 (4 PG, 0 PE, 5 PP) | Jorge Sampaoli       | 3 de diciembre de 2012  |
| Paraguay  | Gerardo Pelusso     | 7 de junio de 2013      | Renuncia       | 7 (1 PG, 1 PE, 5 PP) | Víctor Genes         | 26 de julio de 2013     |

## Reglamento
Según las estipulaciones de la FIFA detalladas en el artículo 18 numeral 6, en el sistema de campeonato, la clasificación se decidió conforme a lo siguiente:
1. Cantidad de puntos obtenidos.
2. Diferencia de goles.

## Tabla de posiciones final
| Pos. | Selección | Pts | PJ | PG | PE | PP | GF | GC | Dif. |
| ---- | --------- | --- | -- | -- | -- | -- | -- | -- | ---- |
| 1.   | Argentina | 32  | 16 | 9  | 5  | 2  | 35 | 15 | 20   |
| 2.   | Colombia  | 30  | 16 | 9  | 3  | 4  | 27 | 13 | 14   |
| 3.   | Chile     | 28  | 16 | 9  | 1  | 6  | 29 | 25 | 4    |
| 4.   | Ecuador   | 25  | 16 | 7  | 4  | 5  | 20 | 16 | 4    |
| 5.   | Uruguay   | 25  | 16 | 7  | 4  | 5  | 25 | 25 | 0    |
| 6.   | Venezuela | 20  | 16 | 5  | 5  | 6  | 14 | 20 | -6   |
| 7.   | Perú      | 15  | 16 | 4  | 3  | 9  | 17 | 26 | -9   |
| 8.   | Bolivia   | 12  | 16 | 2  | 6  | 8  | 17 | 30 | -13  |
| 9.   | Paraguay  | 12  | 16 | 3  | 3  | 10 | 17 | 31 | -14  |

| L\V                  | Bandera de Argentina | Bandera de Bolivia | Bandera de Chile | Bandera de Colombia | Bandera de Ecuador | Bandera de Paraguay | Bandera de Perú | Bandera de Uruguay | Bandera de Venezuela |
| Bandera de Argentina |                      | 1:1                | 4:1              | 0:0                 | 4:0                | 3:1                 | 3:1             | 3:0                | 3:0                  |
| Bandera de Bolivia   | 1:1                  |                    | 0:2              | 1:2                 | 1:1                | 3:1                 | 1:1             | 4:1                | 1:1                  |
| Bandera de Chile     | 1:2                  | 3:1                |                  | 1:3                 | 2:1                | 2:0                 | 4:2             | 2:0                | 3:0                  |
| Bandera de Colombia  | 1:2                  | 5:0                | 3:3              |                     | 1:0                | 2:0                 | 2:0             | 4:0                | 1:1                  |
| Bandera de Ecuador   | 1:1                  | 1:0                | 3:1              | 1:0                 |                    | 4:1                 | 2:0             | 1:0                | 2:0                  |
| Bandera de Paraguay  | 2:5                  | 4:0                | 1:2              | 1:2                 | 2:1                |                     | 1:0             | 1:1                | 0:2                  |
| Bandera de Perú      | 1:1                  | 1:1                | 1:0              | 0:1                 | 1:0                | 2:0                 |                 | 1:2                | 2:1                  |
| Bandera de Uruguay   | 3:2                  | 4:2                | 4:0              | 2:0                 | 1:1                | 1:1                 | 4:2             |                    | 1:1                  |
| Bandera de Venezuela | 1:0                  | 1:0                | 0:2              | 1:0                 | 1:1                | 1:1                 | 3:2             | 0:1                |                      |

|  | Clasificado a la Copa Mundial de Fútbol de 2014.                                  |
|  | Clasificado a la Copa Mundial de Fútbol de 2014 mediante la Repesca AFC/Conmebol. |

### Evolución de posiciones
| País/Fecha   | 1                   | 2                  | 3               | 4                  | 5                   | 6                    | 7                | 8                  | 9                    | 10                  | 11                 | 12              | 13                 | 14                  | 15                   | 16               | 17                 | 18                   |
| ------------ | ------------------- | ------------------ | --------------- | ------------------ | ------------------- | -------------------- | ---------------- | ------------------ | -------------------- | ------------------- | ------------------ | --------------- | ------------------ | ------------------- | -------------------- | ---------------- | ------------------ | -------------------- |
| Argentina    | 1                   | 2                  | 2               | 2                  | 1                   | 3                    | 1                | 1                  | 1                    | 1                   | 1                  | 1               | 1                  | 1                   | 1                    | 1                | 1                  | 1                    |
| Colombia     | 5                   | 4                  | 3               | 6                  | 5                   | 6                    | 5                | 2                  | 2                    | 3                   | 2                  | 3               | 2                  | 2                   | 2                    | 2                | 2                  | 2                    |
| Chile        | 9                   | 6                  | 8               | 5                  | 2                   | 1                    | 2                | 5                  | 5                    | 6                   | 6                  | 4               | 4                  | 4                   | 3                    | 3                | 4                  | 3                    |
| Ecuador      | 4                   | 3                  | 6               | 4                  | 6                   | 4                    | 3                | 3                  | 3                    | 2                   | 3                  | 2               | 3                  | 3                   | 4                    | 4                | 3                  | 4                    |
| Uruguay      | 2                   | 1                  | 1               | 1                  | 3                   | 2                    | 4                | 4                  | 4                    | 5                   | 4                  | 6               | 7                  | 5                   | 5                    | 5                | 5                  | 5                    |
| Venezuela    | 7                   | 7                  | 5               | 3                  | 4                   | 5                    | 6                | 6                  | 6                    | 4                   | 5                  | 5               | 5                  | 6                   | 6                    | 6                | 6                  | 6                    |
| Perú         | 3                   | 5                  | 7               | 8                  | 8                   | 9                    | 7                | 7                  | 7                    | 8                   | 7                  | 7               | 6                  | 7                   | 7                    | 7                | 7                  | 7                    |
| Bolivia      | 6                   | 9                  | 9               | 9                  | 9                   | 7                    | 8                | 8                  | 8                    | 7                   | 8                  | 8               | 8                  | 8                   | 9                    | 8                | 9                  | 8                    |
| Paraguay     | 8                   | 8                  | 4               | 7                  | 7                   | 8                    | 9                | 9                  | 9                    | 9                   | 9                  | 9               | 9                  | 9                   | 8                    | 9                | 8                  | 9                    |
| Equipo libre | Bandera de Colombia | Bandera de Ecuador | Bandera de Perú | Bandera de Uruguay | Bandera de Paraguay | Bandera de Argentina | Bandera de Chile | Bandera de Bolivia | Bandera de Venezuela | Bandera de Colombia | Bandera de Ecuador | Bandera de Perú | Bandera de Uruguay | Bandera de Paraguay | Bandera de Argentina | Bandera de Chile | Bandera de Bolivia | Bandera de Venezuela |

## Partidos
Los partidos se disputaron entre el 7 de octubre de 2011 y el 15 de octubre de 2013.

### Primera vuelta
| Fecha                    | Lugar          |           |                      | Resultado |                      |           |
| ------------------------ | -------------- | --------- | -------------------- | --------- | -------------------- | --------- |
| 7 de octubre de 2011     | Montevideo     | Uruguay   | Bandera de Uruguay   | 4:2 (2:0) | Bandera de Bolivia   | Bolivia   |
| 7 de octubre de 2011     | Quito          | Ecuador   | Bandera de Ecuador   | 2:0 (2:0) | Bandera de Venezuela | Venezuela |
| 7 de octubre de 2011     | Buenos Aires   | Argentina | Bandera de Argentina | 4:1 (2:0) | Bandera de Chile     | Chile     |
| 7 de octubre de 2011     | Lima           | Perú      | Bandera de Perú      | 2:0 (1:0) | Bandera de Paraguay  | Paraguay  |
| 11 de octubre de 2011    | La Paz         | Bolivia   | Bandera de Bolivia   | 1:2 (0:0) | Bandera de Colombia  | Colombia  |
| 11 de octubre de 2011    | Asunción       | Paraguay  | Bandera de Paraguay  | 1:1 (0:0) | Bandera de Uruguay   | Uruguay   |
| 11 de octubre de 2011    | Santiago       | Chile     | Bandera de Chile     | 4:2 (2:0) | Bandera de Perú      | Perú      |
| 11 de octubre de 2011    | Puerto La Cruz | Venezuela | Bandera de Venezuela | 1:0 (0:0) | Bandera de Argentina | Argentina |
| 11 de noviembre de 2011  | Buenos Aires   | Argentina | Bandera de Argentina | 1:1 (0:0) | Bandera de Bolivia   | Bolivia   |
| 11 de noviembre de 2011  | Montevideo     | Uruguay   | Bandera de Uruguay   | 4:0 (2:0) | Bandera de Chile     | Chile     |
| 11 de noviembre de 2011  | Asunción       | Paraguay  | Bandera de Paraguay  | 2:1 (0:0) | Bandera de Ecuador   | Ecuador   |
| 11 de noviembre de 2011  | Barranquilla   | Colombia  | Bandera de Colombia  | 1:1 (1:0) | Bandera de Venezuela | Venezuela |
| 15 de noviembre de 2011  | Barranquilla   | Colombia  | Bandera de Colombia  | 1:2 (1:0) | Bandera de Argentina | Argentina |
| 15 de noviembre de 2011  | Quito          | Ecuador   | Bandera de Ecuador   | 2:0 (0:0) | Bandera de Perú      | Perú      |
| 15 de noviembre de 2011  | Santiago       | Chile     | Bandera de Chile     | 2:0 (1:0) | Bandera de Paraguay  | Paraguay  |
| 15 de noviembre de 2011  | San Cristóbal  | Venezuela | Bandera de Venezuela | 1:0 (1:0) | Bandera de Bolivia   | Bolivia   |
| 2 de junio de 2012       | Montevideo     | Uruguay   | Bandera de Uruguay   | 1:1 (1:0) | Bandera de Venezuela | Venezuela |
| 2 de junio de 2012       | La Paz         | Bolivia   | Bandera de Bolivia   | 0:2 (0:1) | Bandera de Chile     | Chile     |
| 2 de junio de 2012       | Buenos Aires   | Argentina | Bandera de Argentina | 4:0 (3:0) | Bandera de Ecuador   | Ecuador   |
| 3 de junio de 2012       | Lima           | Perú      | Bandera de Perú      | 0:1 (0:0) | Bandera de Colombia  | Colombia  |
| 9 de junio de 2012       | La Paz         | Bolivia   | Bandera de Bolivia   | 3:1 (1:0) | Bandera de Paraguay  | Paraguay  |
| 9 de junio de 2012       | Puerto La Cruz | Venezuela | Bandera de Venezuela | 0:2 (0:0) | Bandera de Chile     | Chile     |
| 10 de junio de 2012      | Montevideo     | Uruguay   | Bandera de Uruguay   | 4:2 (2:1) | Bandera de Perú      | Perú      |
| 10 de junio de 2012      | Quito          | Ecuador   | Bandera de Ecuador   | 1:0 (0:0) | Bandera de Colombia  | Colombia  |
| 7 de septiembre de 2012  | Barranquilla   | Colombia  | Bandera de Colombia  | 4:0 (1:0) | Bandera de Uruguay   | Uruguay   |
| 7 de septiembre de 2012  | Quito          | Ecuador   | Bandera de Ecuador   | 1:0 (0:0) | Bandera de Bolivia   | Bolivia   |
| 7 de septiembre de 2012  | Córdoba        | Argentina | Bandera de Argentina | 3:1 (2:1) | Bandera de Paraguay  | Paraguay  |
| 7 de septiembre de 2012  | Lima           | Perú      | Bandera de Perú      | 2:1 (0:1) | Bandera de Venezuela | Venezuela |
| 11 de septiembre de 2012 | Santiago       | Chile     | Bandera de Chile     | 1:3 (1:0) | Bandera de Colombia  | Colombia  |
| 11 de septiembre de 2012 | Montevideo     | Uruguay   | Bandera de Uruguay   | 1:1 (0:1) | Bandera de Ecuador   | Ecuador   |
| 11 de septiembre de 2012 | Asunción       | Paraguay  | Bandera de Paraguay  | 0:2 (0:1) | Bandera de Venezuela | Venezuela |
| 11 de septiembre de 2012 | Lima           | Perú      | Bandera de Perú      | 1:1 (1:1) | Bandera de Argentina | Argentina |
| 12 de octubre de 2012    | La Paz         | Bolivia   | Bandera de Bolivia   | 1:1 (0:1) | Bandera de Perú      | Perú      |
| 12 de octubre de 2012    | Barranquilla   | Colombia  | Bandera de Colombia  | 2:0 (0:0) | Bandera de Paraguay  | Paraguay  |
| 12 de octubre de 2012    | Quito          | Ecuador   | Bandera de Ecuador   | 3:1 (1:1) | Bandera de Chile     | Chile     |
| 12 de octubre de 2012    | Mendoza        | Argentina | Bandera de Argentina | 3:0 (0:0) | Bandera de Uruguay   | Uruguay   |

### Segunda vuelta
| Fecha                    | Lugar          |           |                      | Resultado |                      |           |
| ------------------------ | -------------- | --------- | -------------------- | --------- | -------------------- | --------- |
| 16 de octubre de 2012    | La Paz         | Bolivia   | Bandera de Bolivia   | 4:1 (2:0) | Bandera de Uruguay   | Uruguay   |
| 16 de octubre de 2012    | Asunción       | Paraguay  | Bandera de Paraguay  | 1:0 (0:0) | Bandera de Perú      | Perú      |
| 16 de octubre de 2012    | Puerto La Cruz | Venezuela | Bandera de Venezuela | 1:1 (1:1) | Bandera de Ecuador   | Ecuador   |
| 16 de octubre de 2012    | Santiago       | Chile     | Bandera de Chile     | 1:2 (0:2) | Bandera de Argentina | Argentina |
| 22 de marzo de 2013      | Barranquilla   | Colombia  | Bandera de Colombia  | 5:0 (1:0) | Bandera de Bolivia   | Bolivia   |
| 22 de marzo de 2013      | Montevideo     | Uruguay   | Bandera de Uruguay   | 1:1 (0:0) | Bandera de Paraguay  | Paraguay  |
| 22 de marzo de 2013      | Buenos Aires   | Argentina | Bandera de Argentina | 3:0 (2:0) | Bandera de Venezuela | Venezuela |
| 22 de marzo de 2013      | Lima           | Perú      | Bandera de Perú      | 1:0 (0:0) | Bandera de Chile     | Chile     |
| 26 de marzo de 2013      | La Paz         | Bolivia   | Bandera de Bolivia   | 1:1 (1:1) | Bandera de Argentina | Argentina |
| 26 de marzo de 2013      | Quito          | Ecuador   | Bandera de Ecuador   | 4:1 (1:1) | Bandera de Paraguay  | Paraguay  |
| 26 de marzo de 2013      | Santiago       | Chile     | Bandera de Chile     | 2:0 (1:0) | Bandera de Uruguay   | Uruguay   |
| 26 de marzo de 2013      | Ciudad Guayana | Venezuela | Bandera de Venezuela | 1:0 (1:0) | Bandera de Colombia  | Colombia  |
| 7 de junio de 2013       | La Paz         | Bolivia   | Bandera de Bolivia   | 1:1 (0:0) | Bandera de Venezuela | Venezuela |
| 7 de junio de 2013       | Buenos Aires   | Argentina | Bandera de Argentina | 0:0       | Bandera de Colombia  | Colombia  |
| 7 de junio de 2013       | Asunción       | Paraguay  | Bandera de Paraguay  | 1:2 (0:1) | Bandera de Chile     | Chile     |
| 7 de junio de 2013       | Lima           | Perú      | Bandera de Perú      | 1:0 (1:0) | Bandera de Ecuador   | Ecuador   |
| 11 de junio de 2013      | Barranquilla   | Colombia  | Bandera de Colombia  | 2:0 (2:0) | Bandera de Perú      | Perú      |
| 11 de junio de 2013      | Quito          | Ecuador   | Bandera de Ecuador   | 1:1 (1:1) | Bandera de Argentina | Argentina |
| 11 de junio de 2013      | Puerto Ordaz   | Venezuela | Bandera de Venezuela | 0:1 (0:1) | Bandera de Uruguay   | Uruguay   |
| 11 de junio de 2013      | Santiago       | Chile     | Bandera de Chile     | 3:1 (2:1) | Bandera de Bolivia   | Bolivia   |
| 6 de septiembre de 2013  | Barranquilla   | Colombia  | Bandera de Colombia  | 1:0 (1:0) | Bandera de Ecuador   | Ecuador   |
| 6 de septiembre de 2013  | Asunción       | Paraguay  | Bandera de Paraguay  | 4:0 (1:0) | Bandera de Bolivia   | Bolivia   |
| 6 de septiembre de 2013  | Santiago       | Chile     | Bandera de Chile     | 3:0 (2:0) | Bandera de Venezuela | Venezuela |
| 6 de septiembre de 2013  | Lima           | Perú      | Bandera de Perú      | 1:2 (0:1) | Bandera de Uruguay   | Uruguay   |
| 10 de septiembre de 2013 | La Paz         | Bolivia   | Bandera de Bolivia   | 1:1 (0:0) | Bandera de Ecuador   | Ecuador   |
| 10 de septiembre de 2013 | Montevideo     | Uruguay   | Bandera de Uruguay   | 2:0 (0:0) | Bandera de Colombia  | Colombia  |
| 10 de septiembre de 2013 | Puerto La Cruz | Venezuela | Bandera de Venezuela | 3:2 (1:1) | Bandera de Perú      | Perú      |
| 10 de septiembre de 2013 | Asunción       | Paraguay  | Bandera de Paraguay  | 2:5 (1:2) | Bandera de Argentina | Argentina |
| 11 de octubre de 2013    | Quito          | Ecuador   | Bandera de Ecuador   | 1:0 (1:0) | Bandera de Uruguay   | Uruguay   |
| 11 de octubre de 2013    | Barranquilla   | Colombia  | Bandera de Colombia  | 3:3 (0:3) | Bandera de Chile     | Chile     |
| 11 de octubre de 2013    | San Cristóbal  | Venezuela | Bandera de Venezuela | 1:1 (0:1) | Bandera de Paraguay  | Paraguay  |
| 11 de octubre de 2013    | Buenos Aires   | Argentina | Bandera de Argentina | 3:1 (2:1) | Bandera de Perú      | Perú      |
| 15 de octubre de 2013    | Montevideo     | Uruguay   | Bandera de Uruguay   | 3:2 (2:2) | Bandera de Argentina | Argentina |
| 15 de octubre de 2013    | Asunción       | Paraguay  | Bandera de Paraguay  | 1:2 (1:1) | Bandera de Colombia  | Colombia  |
| 15 de octubre de 2013    | Santiago       | Chile     | Bandera de Chile     | 2:1 (2:0) | Bandera de Ecuador   | Ecuador   |
| 15 de octubre de 2013    | Lima           | Perú      | Bandera de Perú      | 1:1 (1:1) | Bandera de Bolivia   | Bolivia   |

## Repesca Intercontinental
Uruguay, que finalizó en quinto lugar, obtuvo el último cupo al vencer en una eliminatoria de ida y vuelta a Jordania, ganador de la quinta ronda de la clasificatoria asiática.
| 13 de noviembre de 2013, 18:00 (UTC+3) | Jordania | 0:5 (0:2) | Uruguay                                                               | Estadio Internacional de Amán, Amán                           |                                                               |
|                                        |          | Reporte   | Pereira 22' · Stuani 42' · Lodeiro 70' · Rodríguez 78' · Cavani 90+1' | Asistencia: 17 370 espectadores Árbitro(s): Svein Oddvar Moen | Asistencia: 17 370 espectadores Árbitro(s): Svein Oddvar Moen |

| 20 de noviembre de 2013, 21:00 (UTC-3) | Uruguay | 0:0     | Jordania | Estadio Centenario, Montevideo                             |                                                            |
|                                        |         | Reporte |          | Asistencia: 62 000 espectadores Árbitro(s): Jonas Eriksson | Asistencia: 62 000 espectadores Árbitro(s): Jonas Eriksson |

## Clasificados
| Bandera de Brasil           | Bandera de Argentina                | Bandera de Colombia                    | Bandera de Chile                      | Bandera de Ecuador                     | Bandera de Uruguay                                              |
| Brasil                      | Argentina                           | Colombia                               | Chile                                 | Ecuador                                | Uruguay                                                         |
| Anfitrión Clasificado: 2007 | Primer puesto Clasificado: 6/9/2013 | Segundo puesto Clasificado: 11/10/2013 | Tercer puesto Clasificado: 15/10/2013 | Cuarto puesto: Clasificado: 11/10/2013 | Ganador de la repesca intercontinental: Clasificado: 20/11/2013 |

## Estadísticas

### Goleadores
| Jugador                                     | Selección | Goles marcados | PJ | Minutos jugados |
| ------------------------------------------- | --------- | -------------- | -- | --------------- |
| Luis Suárez                                 | Uruguay   | 11             | 14 | 1246'           |
| Lionel Messi                                | Argentina | 10             | 14 | 1143'           |
| Gonzalo Higuaín                             | Argentina | 9              | 11 | 859'            |
| Radamel Falcao                              | Colombia  | 9              | 13 | 1091'           |
| Felipe Caicedo                              | Ecuador   | 7              | 9  | 607'            |
| Teófilo Gutiérrez                           | Colombia  | 6              | 11 | 859'            |
| Sergio Agüero                               | Argentina | 5              | 8  | 578'            |
| Jefferson Farfán                            | Perú      | 5              | 11 | 836'            |
| Eduardo Vargas                              | Chile     | 5              | 14 | 925'            |
| Arturo Vidal                                | Chile     | 5              | 11 | 985'            |
| José Salomón Rondón                         | Venezuela | 5              | 13 | 1021'           |
| Edinson Cavani                              | Uruguay   | 5              | 16 | 1340'           |
| Última actualización: 16 de octubre de 2013 |           |                |    |                 |

### Anotaciones destacadas
Listado de tripletas o hat-tricks (3), póker de goles (4) y manos (5) anotados por un jugador en un mismo encuentro.
| Fecha                   | Jugador         | Goles                 | Local     | Resultado | Visitante | Jornada |
| ----------------------- | --------------- | --------------------- | --------- | --------- | --------- | ------- |
| 7 de octubre de 2011    | Gonzalo Higuaín | 7' · 52' · 63'        | Argentina | 4 – 1     | Chile     | 1       |
| 11 de noviembre de 2011 | Luis Suárez     | 41' · 45' · 67' · 73' | Uruguay   | 4 – 0     | Chile     | 3       |
| 16 de octubre de 2012   | Carlos Saucedo  | 5' · 50' · 54'        | Bolivia   | 4 – 1     | Uruguay   | 10      |

### Efectividad
| País / Efectividad | Local  | Visitante |
| ------------------ | ------ | --------- |
| Argentina          | 83.33% | 50%       |
| Colombia           | 70.83% | 54.17%    |
| Chile              | 75%    | 41.67%    |
| Ecuador            | 91.67% | 12.5%     |
| Uruguay            | 75%    | 29.17%    |
| Venezuela          | 58.33% | 25%       |
| Perú               | 58.33% | 4.17%     |
| Bolivia            | 41.67% | 8.33%     |
| Paraguay           | 41.67% | 8.33%     |